# Dudvar
Dudvar ili Nadvar (mađ. Nemesnádudvar, nje. Nadwar) je gradić u jugoistočnoj Mađarskoj.
Zauzima površinu od 58,79 km².

## Zemljopisni položaj
Nalazi se na 46°20' sjeverne zemljopisne širine i 19°03' istočne zemljopisne dužine, 6 km zapadno od Lome, 10 km jugozapadno od Ajoša. Južno se nalazi pripadajuće naselje Mali Bođislov.

## Upravna organizacija
Upravno pripada Bajskoj mikroregiji u Bačko-kiškunskoj županiji. Poštanski broj je 6345. Upravno mu pripada selo Mali Bođislov. Nekad mu je pripadalo selo Santa.

## Povijest
Ova je župa bila nekad dijelom župe Ajoš, od koje je odvojena 1739.

Do 1724. su u ovom selu živjeli Hrvati, a onda na njihova mjesta nadbiskup Imre Csáky dovodi Nijemce u ovo selo, tako da je 1834. se samo njemačkim jezikom govorilo o ovoj župi.

Selo je nekoliko puta bilo mijenjalo ime, pa se javljalo kao Nád-Udvar i Nádudvar, a konačni je oblik dobilo 1901., današnji Nemesnádudvar.

## Stanovništvo
U Dudvaru (Nadvaru) živi 2064 stanovnika (2001.).
Stanovnici su natpolovično Mađari, Nijemaca je 44%, koji u Dudvaru imaju svoju samoupravu, a izjašnjenih Hrvata i Srba je ispod 1%. U selu djeluje njemačka manjinska samouprava.

## Poznate osobe
- Grgur Cserháti, svećenik, autor molitvenika je djelovao u Dudvaru
- Ferenc Szep, svećenik, velikan kulturnog djelatništva mađarskog naroda[4]

## Vanjske poveznice
- Dudvar na fallingrain.com